# Christian Albrekt Larsen
Christian Albrekt Larsen (født 3. oktober 1975) er en dansk professor ved Aalborg Universitet, hvor han beskæftiger sig med komparative velfærdsstudier. Han arbejder til dagligt ved CCWS - Centre for Comparative Welfare Studies.

## Uddannelse
Christian Albrekt Larsen er uddannet cand.scient.adm. fra Aalborg Universitet i 2000. I 2005 blev han ph.d. i Political Science ligeledes ved Aalborg Universitet. Christian Albrekt Larsen opnåede doktorgraden i sociologi (dr.scient.soc) i 2014.

## Baggrund og videnskabelige bidrag
Christian Albrekt Larsens forskning har primært fokuseret på, hvordan åbne økonomier og multikulturelle samfund bevarer sammenhængskraften. Resultatet af hans forskning peger på, at den nordiske velfærdsmodel fortsat besidder det bedste modsvar på denne udfordring. 
I bogen “The institutional logic of welfare attitudes: How welfare regimes influence public support” (Ashgate 2006, PhD-afhandling) undersøgte Christian Albrekt Larsen, hvordan institutioner i universelle velfærdssystemer skaber og bevarer opbakning til bekæmpelse af fattigdom. I bogen “The rise and fall of social cohesion. Constructing and de-constructing social trust in the US, UK, Sweden and Denmark” (Oxford University Press, 2013, doktorafhandling) undersøges, hvordan institutionelle strukturer også påvirker den gensidige tillid mellem mennesker. Bogen bygger på empiri fra Danmark, Sverige, Storbritannien og USA i form af spørgeskemaundersøgelser vedrørende tillid, økonomisk ulighed og opfattelser af marginaliserede grupper såsom fattige og indvandrere. Endvidere inddrages et unikt studie af, hvordan fattigdom og fattige blev beskrevet i danske, svenske og britiske medier i perioden fra 2004 til 2009. 
I dansk kontekst har Christian Albrekt Larsen beskæftiget sig med emnerne:
- Langtidsledighed og betydningen af netværk på arbejdsmarkedet (to bøger)
- National identitet og holdning til indvandring (to bøger)
- Velfærdsreformer og den bagvedliggende politik (én bog)

### Forskningsbevillinger
- 2015 - 2018: Migrants’ welfare state attitudes, Danish PI (NORFACE grant 3.134.250 kr.).
- 2015 - 2018: Welfare State Futures, Danish CO-PI (NORFACE grant 2.251.605 kr.).
- 2011 - 2015: The Nordic Models and its contemporary inhabitants. Exploring Stability and Change from a micro perspective. National Sapere Aude grant for young elite research leader, PI (National Research Council 4.900.000 kr.).
- 2008 - 2011: Social capital and underclass phenomena. PI (Velux Foundation 1.600.000 kr.).
- 2005 - 2009: Economic incentives and barriers among long-term unemployed. The Danish strategic welfare research programme, member of applying research group (Ministry of Social Affairs and Ministry of Employment).
- 2007 - 2009: Danish election study, member of applying research group (National Research Council).
- 2005 - 2008: Danish Welfare Architecture in a Comparative Perspective: Challenges, Constraints, Possibilities, member of the applying research group (National Research Council).[5]

### Nationale og internationale netværk
Christian Albrekt Larsen er tilknyttet følgende nationale og internationale netværk: 
- 2013 - : Medlem af Sino-Danish Center, www.sinodanishcenter.com.
- 2013 - : Medlem af LIVES , Swiss National Centre of Competence in Research, www.lives-nccr.ch/en
- 2006 – 2011: Medlem af Network of Excellence (NoE) of the Sixth Framework Programme (FP6) on “Reconciling Work and Welfare in Europe (RECWOWE)”. Head of a subtask, together with Professor Giuliano Bonoli, Switzerland.
- 2007 - 2011: Medlem af Nordic Centre of Excellence of the Nordforsk programme on “Reassessing the Nordic Welfare Mode”.
- 2000 - : Medlem af the Danish International Social Survey Programme (ISSP).
- 2009 - 2011: Medlem af bestyrelsen for National Association for Political Science.

## Hædersbevisninger
- Årets underviser ved Aalborg Universitet 2009[6]
- Sapere Aude: DFF-Forskningsleder 2010[7]

- Fulbright Grant 2015-2016 [8]

- Medlem af rådet Danmarks Frie Forskningsfond | Samfund og Erhverv (FSE)  [9]